# Fliegerärztliche Tauglichkeitsuntersuchung
Eine Fliegerärztliche Tauglichkeitsuntersuchung kann bei Bewerbern für oder Inhabern von Lizenzen von Luftfahrzeugführern (Piloten) ausschließlich durch einen amtlich anerkannten Flugmedizinischen Sachverständigen (Fliegerarzt) entsprechend den amtlichen Tauglichkeitsrichtlinien durchgeführt werden. Die Sachverständigen befinden sich in Deutschland entweder in einem der fünf Aeromedical Center (AeMC) oder in Fliegerärztlichen Untersuchungsstellen der Klassen 1 und 2. Das Ergebnis einer solchen Untersuchung ist ein fliegerärztliches Tauglichkeitszeugnis. Die Tauglichkeitsuntersuchung des Personals der Flugsicherung (Fluglotsen) wird in Deutschland durch Aeromedical Center und Fliegerärztlichen Untersuchungsstellen der Klasse 3 durchgeführt.

## Ziel der Untersuchung
Ziel der Untersuchung ist die Klärung, ob der Untersuchte fliegertauglich ist. Liegen keine medizinischen Hindernisse vor, kann ein fliegerärztliches Tauglichkeitszeugnis ausgestellt werden. Dieses wiederum berechtigt den Inhaber zur Wahrnehmung der Rechte aus seiner Lizenz für Luftfahrzeugführer oder Fluglotse.
Im Rahmen einer Fliegerärztlichen Tauglichkeitsuntersuchung werden in Deutschland neben der Erhebung der Vorgeschichte und der körperlichen Untersuchung apparative sowie Blut- und Urinuntersuchungen durchgeführt, um Krankheiten, deren Vorliegen und Ausprägung mit der Wahrnahme der Rechte aus einer Lizenz als Luftfahrzeugführer nicht vereinbar ist, auszuschließen. Der Mindestumfang der Untersuchungen ist gesetzlich vorgeschrieben und kann bei vorliegender Indikation durch den Fliegerarzt erweitert werden.

## Erstuntersuchung
Bei Berufs- und Verkehrspiloten (Zeugnis Klasse 1) sowie bei Fluglotsen (Zeugnis Klasse 3) muss die Erstuntersuchung in einem Aeromedical Center (AeMC), ggf. unter Einschaltung von Fachärzten erfolgen. Eine fachärztliche Augenuntersuchung ist zwingend. 
Bei Privatpiloten (Zeugnis Klasse 2 bzw. Zeugnis LAPL) darf jeder Flugmedizinische Sachverständige (Fliegerarzt) die Erstuntersuchung durchführen. Er darf auch den Inhalt der Augenuntersuchung selber vornehmen, wenn er über die nötigen Untersuchungsgeräte verfügt. 

## Nachuntersuchung
Für Nachuntersuchungen müssen Inhaber von Lizenzen für Luftfahrzeugführer und Fluglotsen regelmäßig in bestimmten Abständen, abhängig von Lebensalter und Art der fliegerischen Tätigkeit, zu einem AeMC oder einem Fliegerarzt. Die Fristen liegen zwischen 60 Monaten für Sportpiloten unter 40 Jahren und 6 Monaten für ältere Berufspiloten. Aktuelle Listen der amtlich bestellten AeMC und der Fliegerärztlichen Untersuchungsstellen (Fliegerärzte der Klassen 1 und 2) in Deutschland sind beim Luftfahrt-Bundesamt (LBA) erhältlich und auch online aufrufbar. Für die Klasse 3 der Fluglotsen werden gleichartige Listen durch das Bundesaufsichtsamt für Flugsicherung (BAF) bereitgestellt.

## Klassen von Medizinischen Tauglichkeitszeugnissen
Es gibt für Luftfahrer in Deutschland vier verschiedene Klassen von Medizinischen Tauglichkeitszeugnissen:
- Klasse 1: Für Berufsluftfahrzeugführer
- Klasse 2: Für Privatluftfahrzeugführer
- Klasse 3: Für Fluglotsen
- Tauglichkeitszeugnis für Leichtluftfahrzeug-Pilotenlizenz (LAPL): Für Privatluftfahrzeugführer mit LAPL

In den drei Klassen werden unterschiedlich hohe Anforderungen an den Gesundheitszustand und die Funktion der Organe gestellt. In der Klasse 1 und 3 liegen die Anforderungen höher als in der Klasse 2. Entsprechend unterschiedlich ist der Untersuchungsumfang der medizinischen Tauglichkeitsuntersuchungen und auch die Schlussfolgerungen bei der Beurteilung gesundheitlicher Mängel können in der Klasse 1 und 3 andere sein als in der Klasse 2 bzw. beim Medical LAPL.

## Flugtauglichkeit am Beispiel Fehlsichtigkeit
Das Sehorgan war bei Probanden bis zum 5. Lebensjahrzehnt das häufigste Tauglichkeitshindernis. Bei der Erstuntersuchung für die Klasse 1 entsprechend den JAR-FCL3 Kriterien durfte auf beiden Augen höchstens eine Fehlsichtigkeit von +5/−6 Dioptrien vorhanden sein, bei Klasse 2 waren es ±5 Dioptrien (bei Nachuntersuchungen bis −8). War bei den regelmäßigen Nachuntersuchungen ein Limit überschritten, konnten für Klasse-1-Piloten die AeMC und für Klasse-2-Piloten ein Fliegerarzt der Klasse 1 Sondergenehmigungen erteilen (bis 2013). Seit 2013 wurden die Bedingungen etwas vereinfacht, Sondergenehmigungen bedürfen aber seitdem der Befassung durch die Aufsichtsbehörde (LBA oder BAF).
Ein relativ häufiges Tauglichkeitshindernis bei Männern ist die genetisch bedingte Farbenfehlsichtigkeit. Besteht der Bewerber den Farbensehtest (Ishihara-Farbtafel) beim Fliegerarzt nicht, kann eine abschließende Klärung über spezielle weitere Teste (z. B. Anomaloskop oder CAD-Test) herbeigeführt werden. Da in neuzeitlichen Glascockpits eine begleitende Codierung der Anzeigen weitgehend über Farben erfolgt, ist für Luftfahrzeugführer der Klasse 1 und 3 ein normaler Farbensinn erforderlich. Luftfahrzeugführer der Klasse 2 können bei ausreichendem Sehvermögen, aber eingeschränktem Farbensinn, häufig mit einer  Auflage „Sichtflug nur bei Tage“ fliegen.
Es ist zu beachten, dass das Sehvermögen nicht allein an Dioptrien- und anderen Messwerten fixiert werden kann. Der Luftfahrer hat ein hinreichendes integrales Sehvermögen für die angestrebte oder auszuübende Tätigkeit nachzuweisen. Beispiel: Wenn ein Klasse-2 Proband minus 8 Dioptrien benötigt, so scheint das zunächst noch ausreichend. Es hängt aber von seinem verbliebenen Gesichtsfeld ab, ob er tatsächlich tauglich ist oder nicht. Die Dioptrienzahl allein reicht also zur Beurteilung nicht aus.

## Verordnung seit 8. April 2013
Am 8. April 2013 trat die direkt anwendbare Verordnung (EU) Nr. 1178/2011 in Kraft und löste das JAR-FCL Regelwerk ab. Der Anhang IV dieser Verordnung spezifiziert die Tauglichkeitskriterien, welche sich jetzt näher an den Vorgaben der ICAO orientieren. Wesentliche Änderung gegenüber den Kriterien nach JAR-FCL3 ist die Akzeptanz einer etwas geringeren Sehschärfe sowie der Wegfall der Dioptriengrenze. Für Klasse 1 Tauglichkeitszeugnisse werden aber in den AeMC – einer Art Durchführungsverordnung – ab +5/−6 Dioptrien zusätzliche Untersuchungen gefordert.
Seit 8. April 2015 werden auch die Regeln aus der Verordnung (EU) Nr. 1178/2011 zum LAPL-Medical angewandt. Dieses flugmedizinische Tauglichkeitszeugnis ist unterhalb der Klasse 2 angeordnet und folgt weniger strengen Tauglichkeitsrichtlinien. Ab einem Lebensalter von 50 hat es eine längere Gültigkeit als Tauglichkeitszeugnisse der Klasse 2. Da es die Anforderungen der ICAO nicht vollständig umsetzen wird, dürfen Länder, die nicht der EASA angehören, die Anerkennung dieses Tauglichkeitszeugnisses verweigern. Innerhalb der EASA-Staaten ist dieses Tauglichkeitszeugnis die minimale medizinische Voraussetzung zur Ausübung der Rechte eines Pilotenscheins für Leichtflugzeuge.